# Franz Winzenhörlein
Franz Winzenhörlein SVD (* 2. Dezember 1876 in Estenfeld; † 18. März 1943 in der Bismarcksee) war ein deutscher römisch-katholischer Geistlicher, Ordensmann, Missionar und Märtyrer.

## Leben
Franz Winzenhörlein trat in den Orden der Steyler Missionare ein und wurde 1910 zum Priester geweiht. Er ging in die Papua-Neuguinea-Mission, zuerst in die Station Malol (Sandaun Province) zu Pater Franz Kirschbaum (1882–1939). Dann wirkte er 20 Jahre im Bereich Arop-Sissano in Mittel-Neuguinea. Nach der Besetzung von Papua-Neuguinea durch japanische Invasionstruppen 1942 wurde er am 18. März 1943 zusammen mit Bischof Josef Lörks und zahlreichen weiteren Missionaren und Ordensschwestern auf dem Zerstörer Akikaze hingerichtet und ins Meer geworfen.

## Gedenken
Die Römisch-katholische Kirche in Deutschland hat Pater Franz Winzenhörlein als Märtyrer in das deutsche Martyrologium des 20. Jahrhunderts aufgenommen.